# Cyril Lecomte
Pour les articles homonymes, voir Lecomte.
Cyril Lecomte, né le 30 juillet 1967 à Marseille, est un acteur français.

## Biographie
Cyril Lecomte est né le 30 juillet 1967 à Marseille.

## Filmographie

### Cinéma

#### Longs métrages
- 1992 : Orlando de Sally Potter : Un jeune homme
- 1995 : Le Roi de Paris de Dominique Maillet : Un acteur
- 1997 : Comme des rois de François Velle : Le serveur
- 1999 : Peau d'homme cœur de bête d'Hélène Angel : Anthony
- 1999 : Les Collègues de Philippe Dajoux : Albert
- 2000 : The Girl de Sande Zeig : L'homme
- 2001 : Bella ciao de Stéphane Giusti : Le fasciste du port
- 2001 : La Grande Vie ! de Philippe Dajoux : Le voyou
- 2003 : Travail d'Arabe de Christian Philibert : Gilou
- 2004 : Quand la mer monte... de Yolande Moreau : L'homme du théâtre
- 2004 : L'Amour aux trousses de Philippe de Chauveron : Pistachio
- 2007 : Truands de Frédéric Schoendoerffer : Simon
- 2007 : Chrysalis de Julien Leclercq : Le légiste
- 2009 : No pasaran d'Emmanuel Caussé et Éric Martin : Maxence Lafourcade
- 2011 : L'Élève Ducobu de Philippe de Chauveron : L'agent immobilier
- 2011 : Switch de Frédéric Schoendoerffer : Koskas
- 2011 : De force de Frank Henry : Antoine Giudicelli
- 2012 : Les Vacances de Ducobu de Philippe de Chauveron : Le directeur du village de vacances
- 2012 : Chercher le garçon de Dorothée Sebbagh : Yough Grant
- 2014 : Mea Culpa de Fred Cavayé : Jean-Marc
- 2014 : 96 Heures de Frédéric Schoendoerffer : Maître Francis Castella
- 2014 : La French de Cédric Jimenez : Marco Da Costa
- 2016 : Les Visiteurs : La Révolution de Jean-Marie Poiré : Joseph Fouché
- 2016 : Débarquement immédiat ! de Philippe de Chauveron : Guy Berthier
- 2017 : Les Derniers Parisiens de Hamé et Ékoué : Ripou
- 2017 : À bras ouverts de Philippe de Chauveron : Erwan Berruto
- 2019 : La Vérité si je mens ! Les débuts de Michel Munz et Gérard Bitton : L'Adjudant
- 2020 : BAC Nord de Cédric Jimenez : Jérôme
- 2021 : Jours sauvages de David Lanzmann : L'inspecteur

#### Courts métrages
- 1997 : À fond la caisse de Vincent Rivier : Frédéric
- 2004 : La Piscine de Fabrice Chanut : Thierry
- 2008 : Break de Jean-François Hassoun : Max

### Télévision

#### Séries télévisées
- 1996 : L'Histoire du samedi : Docteur Roland (épisode Le secret de Julia)
- 2000 : H : Nicolas (saison 3, épisode 3 : Une histoire de génération)
- 2000 : Vertiges : Mathias (épisode Le piège)
- 2001 : Largo Winch : Hans (épisode Sylvia)
- 2002-2003 : Action Justice : Yves Lancelot
- 2003 : Blague à part : Jack Costa (saison 3, épisode 1 : Le petit oiseau va sortir...)
- 2005-2008 : Merci, les enfants vont bien : Christophe
- 2007-2010 : Un flic : Campana
- 2008 : Avocats et associés : Paul Delale (saison 16, épisode 6 : Contestations)
- 2008 : Le Sanglot des anges : Enzo
- 2009 : L'Internat : Xavier
- 2009 : Diane, femme flic : Colonel Deblaize (saison 6, épisode 5 : Retour de guerre)
- 2012 : Chambre 327 : François Marsac
- 2012 : Caïn : Franck (saison 1, épisode 8 : Innocences)
- 2013 : Cherif : Éric Lefèvre (saison 1, épisode 7 : Reine d'un jour)
- 2015 : Le Mystère du lac : Hervé Delval
- 2018-2019 : Kepler(s) : Batista
- 2019 : Engrenages : David Cann (saison 7)
- 2019 : Le temps est assassin : Stéphane Garcia
- 2019 : Olivia : Spagnolo
- 2021 : Les Petits Meurtres d'Agatha Christie : John Berger, le photographe (saison 3, épisode 2 : La chambre noire)
- 2021 : Sophie Cross : Gabriel Deville
- 2023 : Alex Hugo de Pierre Isoard : Michel Guivarch (saison 9, épisode 1 : La Dernière Piste)
- 2023 : Scapia : Jimmy Scapia
- 2023 : Le Code : brigadier Damien Carnot (saison 2, épisode 4 : Dérapages)
- 2024 : Un Soupçon de Philippe Dajoux : Pascal Dubreuil (épisode 1)
- 2024: Carpe Diem de Pierre Isoard : Peter Marks (épisode 2)
- 2025 : Erica : Diego Giordano (épisodes 5 et 6 : Le Tailleur de pierre)

#### Téléfilms
- 1995 : Le Mas Théotime de Philomène Esposito : Jean Alibert
- 2004 : Une femme dans l'urgence d'Emmanuel Gust : Pirani
- 2005 : La Légende vraie de la tour Eiffel de Simon Brook : Émile Nouguier
- 2007 : La Femme et le Pantin d'Alain Schwartzstein : Antoine
- 2010 : Trahie ! de Charlotte Brändström : Commissaire Lannier
- 2010 : Mon père, Francis le Belge de Frédéric Balekdjian : Creppi
- 2011 : Les Ripoux anonymes coréalisée par Claude Zidi et son fils, Julien Zidi : Boris
- 2013 : Les Anonymes - Ùn' pienghjite micca de Pierre Schoeller : Pierre Alessandri
- 2014 : Disparus de Thierry Binisti : Pierre Lucciani
- 2021 : En attendant un miracle de Thierry Binisti : Olivier
- 2022 : Les Enfants des justes de Fabien Onteniente : Mr Lespinasse
- 2024 : Meurtres à Meaux d'Adeline Darraux : Bernard Chassagne

## Théâtre

### Pièces
- 1991 : Le Tartuffe de Molière, mise en scène Marcel Maréchal
- 1991 : La Paix d'Aristophane, mise en scène Marcel Maréchal
- 1994 : Les Libertins de Roger Planchon, théâtre national de Chaillot et tournée
- 2013-2016 : Le Dernier Jour du jeûne de Simon Abkarian, théâtre des Amandiers et tournée

### One man shows
- 2006 : De l'amour bien sûr
- 2012 : Lecomte est blanc